# Benizalón
Benizalón este un municipiu în provincia Almería, Andaluzia, Spania cu o populație de 309 de locuitori.
1. ↑  Nomenclátor Geográfico de Municipios y Entidades de Población (20240402 edition)